# GXG Markets
GXG Markets A/S tidligere Dansk Autoriseret Markedsplads (Dansk AMP) var et reguleret marked /børs for værdipapirer, hjemmehørende i Horsens. Efter hård kritik fra finanstilsynet i 2015 lukkede GXG Markets.. Markedet lukkede officielt d. 18. august 2015.
GXG Markets var ejet af svenske GXG Global Exchange Group AB og skiftede i 2010 navn fra Dansk AMP til GXG Markets.
GXG Markets var godkendt af det danske finanstilsyn til at drive et reguleret marked og et multilateralt handelssystem (Multilateral Trading Facility). GXG Markets havde hovedsæde i Danmark, men havde under MiFID-direktivet indledt aktiviteter i London. GXG Markets benyttede sig af GXG Global Exchange Groups patenterede elektroniske handelssystem GXG Tellus.

## Baggrund
GXG Markets blev oprindeligt etableret i 1998 som Dansk Autoriseret Markedsplads.
Virksomheden var den første virksomhed der fik tilladelse af det danske finanstilsyn til at drive en autoriseret markedsplads. I August 2010 blev virksomheden overtaget af svenske GXG Global Exchange Group.

## Ledelse
GXG Markets bestyrelsesformand var Carl Johan Hogbom, forhenværende direktør for OMX Stockholm Exchange.

## Lukning
Den 10. juni 2015 kunne Børsen berette at to britiske selskaber, som var noteret på GXG Markets, angiveligt var blevet brugt i påståede svindelnumre hvor investorer angiveligt skulle være blevet franarret milliarder af kroner.
I mellemtiden havde Finanstilsynet allerede i November 2014 lavet en ordinær inspektion af GXG Markets. Dette førte til en redegørelse fra Finanstilsynet, hvori tilsynet kritiserede en række forhold. I rapporten fremhævede tilsynet tillige en række tidligere påtaler, påbud og politianmeldelser indgivet af tilsynet mod GXG. Redegørelsen offentliggøres den 9. juli 2015.
I redegørelsen konkluderer finanstilsynet at "GXG ikke har drevet sit regulerede marked og sine multilaterale handelsfaciliteter på en betryggende og hensigtsmæssig måde." Finanstilsynet vurderer derfor at GXGs tilladelser bør inddrages.
Finanstilsynet sender udkast til afgørelsen til GXG den 29. maj 2015. 
Den 29. juni offentliggør GXG at de stopper al optagelse af nye selskaber.
Den 6. juli offentliggør GXG at de har besluttet at indlevere selskabets tilladelser, hvorved handelen på markedet stopper den 18. august. Da GXG selv indleverer tilladelserne, beslutter Finanstilsynet at henlægge sagen.
GXG Markets lukkede officielt den 18. august 2015 kl. 17.00 CET.